# Ernst August de la Chevallerie von la Motte
Ernst August de la Chevallerie Baron von la Motte (* 24. November 1688 zu Walsrode bei Lüneburg; † 7. Dezember 1758 in Magdeburg) war königlich-preußischer Generalleutnant, Gouverneur von Geldern und Träger des Schwarzen Adlerordens.

## Leben

### Herkunft
Er entstammt der französischen Hugenotten-Familie de la Chevallerie, die wegen ihrer Konfession die Heimat verlassen musste und nach Braunschweig-Lüneburg ging. Seine Eltern waren der braunschweig-lüneburgische Generalmajor und Kommandant von Lüneburg Charles de la Motte-Chevallerie (1648–1717) und Anna Agnes, geb. von Bussius (1653–1703).

### Werdegang
Chevallerie de la Motte trat 1702 in großbritannische Dienste und nahm am Feldzug gegen Frankreich, insbesondere der Schlacht bei Oudenaarde und der bei Malplaquet teil. Er avancierte 1705 zum Leutnant und wurde 1709 Kapitänleutnant beim kurhannoverschen Infanterieregiments „Gauvain“. 1711 war er ebd. Kapitän und Kompaniechef. Seine Beförderung zum Major erfolgte 1721, die zum Oberstleutnant 1728. Eine geheime Gesandtschaft nach Berlin 1728 scheiterte an Indiskretion, so dass er bei seiner Rückkehr in Hannover kassiert und auf der Festung Hameln inhaftiert wurde.
Er trat 1734 in preußische Dienste und als Oberst in das Infanterieregiment „Grumkow“ (Nr. 17) ein. Noch im selben Jahr wurde er ebd. Regimentskommandeur und erhielt das Gnadenkreuz verliehen. Er nahm 1735 in Köslin Garnison. Im Jahr 1739 wurde er Chef des Infanterieregiments (Nr. 17). Am 2. August 1740 stieg er zum Generalmajor auf. Ebenfalls 1740 erhielt er den Pour le Mérite.
Er kämpfte im Ersten Schlesischen Krieg und konnte sich in der Schlacht bei Chotusitz auszeichnen. Im Januar 1744 wurde er Generalleutnant und ging in den Zweiten Schlesischen Krieg nach Böhmen. 1745 befehligte er ein spezielles Corps zur Bekämpfung von Aufständischen in Oberschlesien. Er kämpfte danach in der Schlacht bei Hohenfriedberg und begleitete den König auf dem Marsch nach Sachsen.
Im November 1748 wurde er Gouverneur von Geldern und Chef des dortigen Bataillons Nr. 9. im Februar 1757 erhielt er den Schwarzen Adlerorden. Mit dem Beginn des Siebenjährigen Krieges sammelte er die preußischen Truppen in Wesel und führte sie zur Observationsarmee in Niedersachsen. Währenddessen übernahm der Oberst Salmuth das Kommando in Geldern, Friedrich II. machte diesen später zum Kommandanten von Magdeburg. Dort starb Chevallerie am 7. Dezember 1758.

### Familie
Er war seit 1711 mit der Freiin Eva Maria von Unverfährt (1693–1763) verheiratet. Der Ehe entstammen folgende Kinder:
- Friedrich Karl (1719–1762), gefallen als preußischer Kapitän beim Freibataillon „le Noble“ in Sachsen
- Ludwig Clamor (1720–1780), preußischer wirklicher Geheimer Rat und Kriegssekretär ⚭ Antoinette Katharina von Münchow (* 1730), Tochter des preußischen Generalleutnants Gustav Bogislav von Münchow (1686–1766)
- Eva Marie Henriette ⚭ 1747 Christian Gneomar von Puttkamer (1709–1760), preußischer Oberstleutnant
- Friedrich Ludwig († 1759), als preußischer Premierleutnant und Adjutant von Generalleutnant von Manteufel bei Kay gefallen